# Koszela
Koszela (deutsch Mathildenhöh) war ein Ort in der polnischen Woiwodschaft Ermland-Masuren. Seine Ortsstelle befindet sich im Gebiet der Landgemeinde Lubomino (Arnsdorf) im Powiat Lidzbarski (Kreis Heilsberg).
Die Ortsstelle von Koszela liegt in der nordwestlichen Woiwodschaft Ermland-Masuren, 28 Kilometer südwestlich der Kreisstadt Lidzbark Warmiński (Heilsberg).
Mathildenhöh war vor 1945 ein Vorwerk des Guts Biała Wola (Dittrichsdorf) und gehörte zur Gemeinde Voigtsdorf (polnisch Wójtowo) im ostpreußischen Kreis Heilsberg.
Im Jahre 1945 fiel in Kriegsfolge das gesamte südliche Ostpreußen an Polen. Mathildenhöh erhielt die polnische Namensform „Koszela“, fand aber in der Nachkriegszeit keine besondere Erwähnung. Der Ort gilt heute als untergegangen. Seine Ortsstelle gehört zur Gmina Lubomino im Powiat Lidzbarski in der Woiwodschaft Ermland-Masuren.
Mathildenhöh war vor 1945 in die römisch-katholische Kirche Arnsdorf (polnisch Lubomino) im damaligen Bistum Ermland eingepfarrt. Außerdem gehörte der Ort zur evangelischen Kirche Regerteln (polnisch Rogiedle) in der Kirchenprovinz Ostpreußen der Kirche der Altpreußischen Union.
Die Ortsstelle Koszelas resp. Mathildenhöhs ist nicht mehr erkennbar. Sie ist von Zagączki (Hasenberg) aus zu erreichen.